# 硫代甲醛
硫代甲醛（英語：Thioformaldehyde）是一種有機硫化合物，化學式為CH
2S。

## 簡介
硫代甲醛的結構式首次由意大利化學家西爾維奧·貝茲（Silvio Bezzi）確認。一個人工製備的方法是在10 K溫度的氬基質中對三硫代碳酸甲酯C
2H
2S
3進行光分解作用。
此化合物在日常環境中並不穩定，極易形成其低聚物，即具有相同實驗式的1,3,5-三硫雜環己烷，因此十分罕見。然而在星際物質中則能觀察到其存在，鼓勵了對其性質的研究。藉紅外光譜儀可得知其存在於緻密高速雲CO-0.40-0.22等星際雲，以及海爾-博普彗星之彗髮。
由於雙鍵原理，硫代甲醛傾向形成鏈狀或環狀結構。已知其存在於數種配位化合物中，包括以下的Os(SCH
2)(CO)
2(PPh
3)
2。

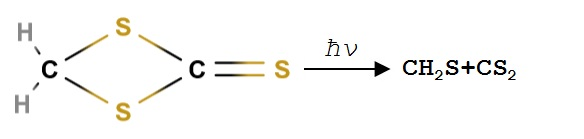
硫代甲醛之製備
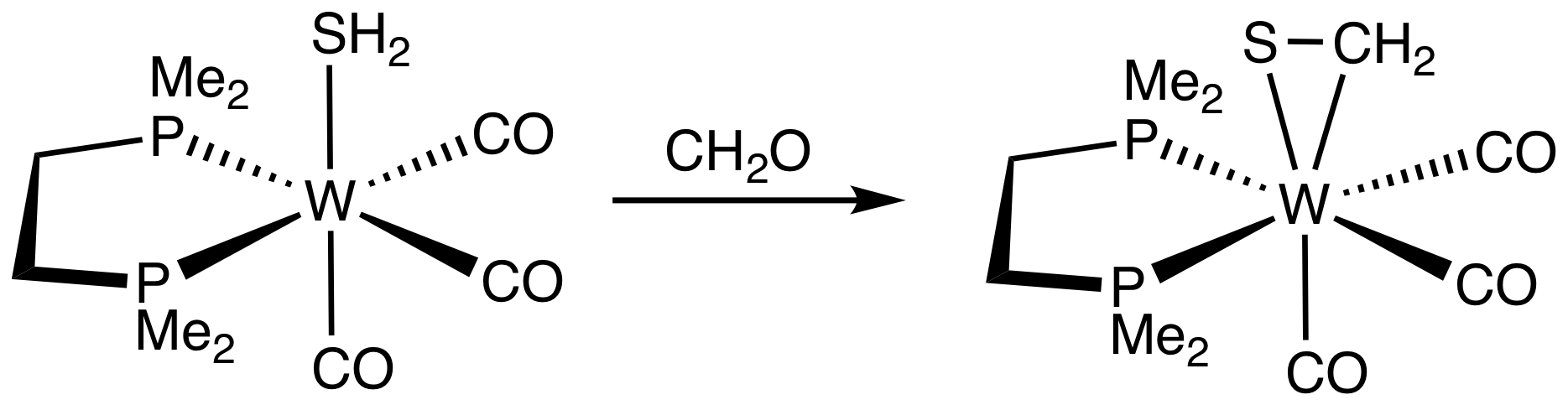
鎢-硫代甲醛配合物之形成
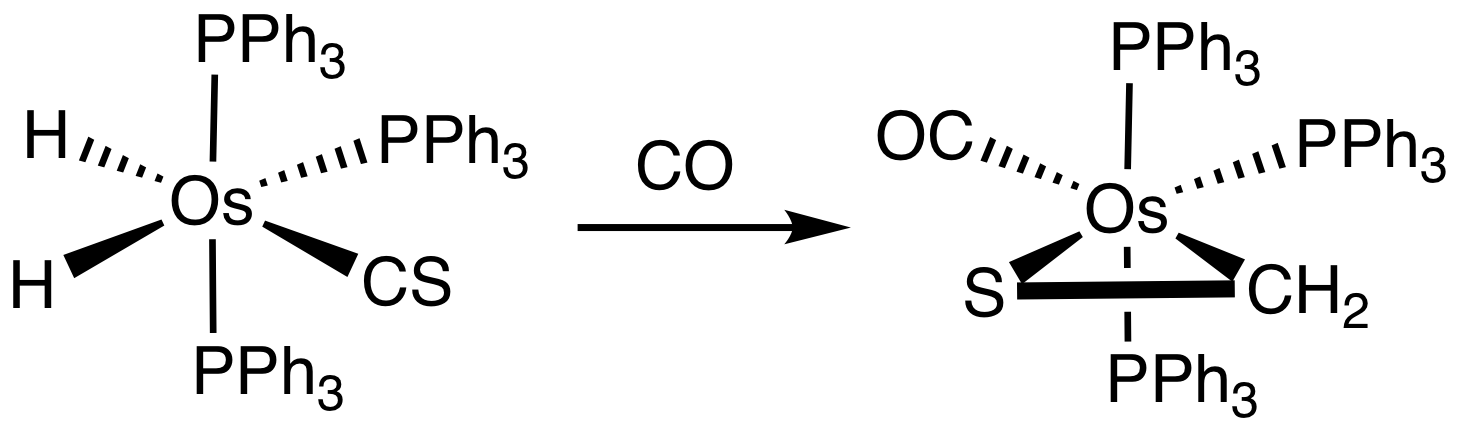
鋨-硫代甲醛配合物之形成